# Wład VI Topielec
Wład VI Topielec, rum. Vlad al VI-lea Înecatul, (zm. 1532) – hospodar wołoski od 1530 do września 1532 z dynastii Basarabów.
Wład VI był synem hospodara wołoskiego Włada V Młodego (Vladuța), ściętego w 1512 roku. Objęcie tronu zawdzięcza opozycji bojarskiej wobec rządów hospodara Mojżesza (Moise Vodă) i sprzymierzonego z nim rodu Craiovești, która zwróciła się o pomoc do Turków. Wraz z pozostawionym do dyspozycji przez sułtana Sulejmana Wspaniałego wojskiem Wład VI wkroczył do Wołoszczyzny wiosną 1530 roku, pokonując ostatecznie dotychczasowego hospodara w bitwie pod Viişoara 29 sierpnia 1530. Dwuletni okres rządów Włada VI nie zaznaczył się niczym szczególnym i stał głównie pod znakiem spisków mających na celu odsunięcie go od władzy, inspirowanych przede wszystkim przez wrogi wobec niego ród Craiovești i jego zwolenników. Z tej przyczyny Wład VI dokonał konfiskaty szeregu włości tej rodziny, w tym jej rodowej siedziby – miasta Krajowa (rum. Craiova).
Przydomek hospodara wynika stąd, że we wrześniu 1532 roku Wład VI utonął wraz ze swoim koniem w rzece Dâmboviṭa, podczas przejażdżki we wsi Popeşti (na południe od Bukaresztu). Współczesne temu wydarzeniu źródła siedmiogrodzkie utrzymują, że przyczyną wypadku był fakt, że hospodar wybrał się na przejażdżkę po długotrwałej biesiadzie. Pochowany został przez swoją matkę w monasterze Dealu.